# Mburucuyá (Corrientes)
Mburucuyá ist die Hauptstadt des gleichnamigen Departamento Mburucuyá in der Provinz Corrientes im Nordosten Argentiniens. In der Klassifizierung der Gemeinden in der Provinz Corrientes zählt Mburucuyá zur 2. Kategorie.

## Geschichte
Das Gründungsdatum der Stadt ist der 16. August 1832.

## Nationalpark
Der Nationalpark Mburucuya liegt 30 Kilometer vom Ort entfernt.

## Feste
- Festival Nacional de Chamamé tradicional (2. Februarwoche). Chamamé-Folkorefestival mit Musikern aus dem Litoral Argentiniens.